# Йомсборг

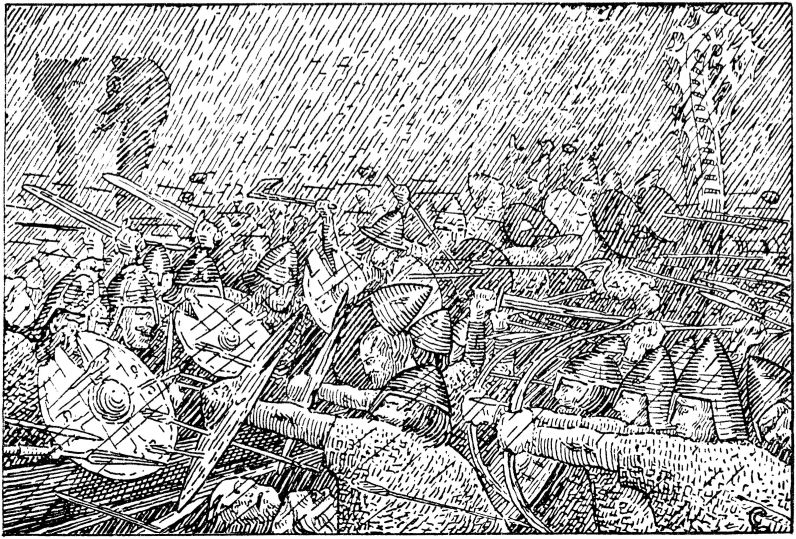
Йомсвікінги у битві у затоці Хьйорунгаваг. Художник Хальвдан Егедіус.

Йомсборг, або Йомсбурґ — фортеця напівлегендарного військового братства йомсвікінгів, що існувала у період між 960 і 1043 роками у гирлі Одера.

## Місцезнаходження
Існування Йомсборга поки не підтверджено науковими даними, тим не менше, у світлі виявлення решток добре укріплених військових таборів така можливість вченими не відкидається. Висловлювались припущення, що Йомсборгом може бути поселення, виявлене у гирлі Одера поблизу нинішнього Воліна (Польща), але знахідки у ньому надто незначні, щоб припустити подібну ідентифікацію (див. Вінета).

## Історія та значення
Відповідно до «Саги про йомсвікінгів», фортецю було засновано у X столітті вікінгом Палнатокі десь на узбережжі Балтійського моря, у гирлі Одера. Йомсборг був великою фортецею з широкою гаванню, яка могла вмістити одночасно 300 великих кораблів. Звідси вікінги здійснювали набіги на Норвегію, Швецію, Англію, Данію й інші країни. 
Після того як йомсвікінги зазнали 986 року поразки від норвезького ярла Гакона, що прагнув позбавитись данського верховенства, Йомсборг втратив значну частину свого впливу, однак продовжував залишатись незалежним опорним пунктом вікінгів аж до 40-их років XI століття, коли його було захоплено норвезьким конунгом Магнусом Добрим.

## Про йомсвікінгів
Йомсборг був головною базою громади йомсвікінгів, у якій підтримувалась сувора дисципліна й не допускались жінки. Серед вікінгів Йомсборга не було людей молодших за 18 років та старших за 50. Воїнам заборонялось відлучатись із фортеці більше ніж на три дні. Всі вони підкорялись закону помсти за загиблого собрата. Найганебнішим для йомсвікінга було проявити боягузтво чи не передати захоплену здобич у розпорядження громади, яка мала розділяти здобуте у бою між усіма воїнами. Між йомсвікінгами заборонялись будь-які сварки. Порушників звичаю виганяли з громади. 